# Howard Webb
Howard Melton Webb, MBE (Rotherham, 14 de julho de 1971) é um ex-árbitro de futebol inglês.

## Carreira
Howard Webb começou a carreira como árbitro com 18 anos e evoluiu rapidamente através das fileiras da Premier League antes de fazer sua estréia em 2003, tendo encarregado do jogo entre Fulham e Wolverhampton Wanderers. Tornou-se árbitro FIFA desde 2005.
Em 2005, ele presidiu a FA Comunidade Blindagem jogo entre o Arsenal e Chelsea, enquanto que em novembro desse ano ele oficiada seu primeiro encontro da seleção nacional, um amistoso entre Portugal e Irlanda do Norte em Belfast.
No ano seguinte, ele foi selecionado para ser juiz na UEFA no Campeonato Sub-21, onde ele tomou conta da semifinal contra a Ucrânia em reunião da antiga Sérvia e Montenegro.
Em 2007 ele foi colocado no comando da Carling Cup final, submetidos a sua primeira Liga da Liga dos Campeões da UEFA empate e tomou parte na FIFA Sub-20 na Copa do Mundo, no Canadá, preside a cinco jogos, incluindo a semifinal entre a Áustria e a República Tcheca.
Durante a temporada 2007-2008 o inglês foi designado para Manchester, (a cidade do seu clube de coração) que foi precedida por uma pungente homenagem às vítimas do desastre aéreo de Munique. Webb recorda a intensamente emotiva atmosfera de, nessa ocasião, incluindo o imenso respeito demonstrado pelo Manchester City fãs impecavelmente observados durante o minuto de silêncio. Nesta mesma temporada foi acusado por favorecer o Manchester, onde ocorreu um erro escandaloso.
Webb, que é ex-policial, pratica tênis a nível regional, foi selecionado para oficiar no UEFA Euro 2008, onde ele abrangidos dois jogos de primeira rodada.
Em 2010, foi selecionado pela UEFA como o árbitro da Final da Liga dos Campeões daquele ano.
Em 06 de agosto de 2014 anunciou sua aposentadoria.

## Copa do Mundo 2010
Participou da Copa do Mundo FIFA 2010, juntamente com os assistentes e compatriotas Darren Cann e Michael Mullarkey, apitando a final desta.

## Copa do Mundo de 2014
O árbitro foi escolhido para apitar alguns jogos da Copa do Mundo Brasil 2014, dentre eles um no Grupo C entre Colômbia e Costa do Marfim e outro, mais polêmico, entre Brasil e Chile nas oitavas de final, onde, segundo alguns, teve influência direta no resultado final da partida - empate em um gol no tempo normal, com vitória do Brasil nos pênaltis.

## Estatísticas
| Temporadas | Jogos | Total | média por jogo | Total | média por jogo |
| ---------- | ----- | ----- | -------------- | ----- | -------------- |
| 2000–01    | 26    | 58    | 2.23           | 1     | 0.04           |
| 2001–02    | 32    | 69    | 2.16           | 5     | 0.16           |
| 2002–03    | 39    | 145   | 3.72           | 4     | 0.10           |
| 2003–04    | 34    | 92    | 2.94           | 9     | 0.26           |
| 2004–05    | 34    | 100   | 2.94           | 2     | 0.06           |
| 2005–06    | 47    | 117   | 2.49           | 7     | 0.15           |
| 2006–07    | 43    | 151   | 3.51           | 9     | 0.20           |
| 2007–08    | 38    | 128   | 3.36           | 2     | 0.05           |